# David Velásquez
David Velásquez, vollständiger Name José David Velásquez Colón, (* 8. Dezember 1989 in La Ceiba, Honduras) ist ein honduranischer Fußballspieler.

## Karriere

### Verein
Der 1,83 Meter große Defensivakteur Velásquez stand zu Beginn seiner Karriere von der Apertura 2009 bis Juli 2014 in Reihen des honduranischen Erstligisten CD Victoria. In diesem Zeitraum absolvierte er 102 Spiele in der Liga Nacional und erzielte vier Treffer. Zudem lief er dreimal (kein Tor) in der Liga Campeones auf. Zur Apertura 2014 wechselte er auf Leihbasis nach Uruguay zu Nacional Montevideo. In der Spielzeit 2014/15 wurde er nicht in der Primera División eingesetzt. Seine Mannschaft wurde Uruguayischer Meister. Anfang Juli 2015 kehrte er zu CD Victoria zurück und absolvierte 15 Erstligaspiele (kein Tor). Spätestens seit dem 10. Januar 2016 steht er in Reihen Real Españas. Dort bestritt er bislang (Stand: 24. September 2016) 16 Partien (kein Tor) in der Liga Nacional.

### Nationalmannschaft
Velásquez kam in der U-23 von Honduras im Jahr 2012 in fünf Länderspielen (kein Tor) zum Einsatz. Eine dieser Begegnungen war eine Qualifikationspartie für die Olympischen Spiele 2012 in London. Beim dortigen olympischen Fußballturnier wurde er viermal eingesetzt und scheiterte mit der Mannschaft im Viertelfinale am späteren Silbermedaillengewinner Brasilien. Er ist auch Mitglied der honduranischen Nationalmannschaft. Für diese bestritt er seit 2012 bislang (Stand: 28. November 2014) mindestens drei Freundschaftsländerspiele, zwei Partien beim CONCACAF Gold Cup 2013 und eine WM-Qualifikationspartie. Ein Länderspieltor erzielte er dabei nicht.

### Erfolge
- Uruguayischer Meister: 2014/15